# 弗拉斯季米尔·霍特
弗拉斯季米尔·霍特（捷克語：Vlastimil Hort，1944年1月2日—2025年5月12日）是出生于波希米亞和摩拉維亞保護國（今捷克）的德国国际象棋棋手、特级大师。1960年代至1970年代，他是世界上的顶尖棋手之一。
霍特于1965年获国际象棋特级大师称号，1970年、1971年、1972年、1975年、1977年先后五次获得捷克斯洛伐克国际象棋全国冠军，是当时世界上最强的非苏联棋手之一。1985年，他从捷克斯洛伐克逃往西德，此后获得了1987年、1989年西德全国冠军与两德统一后的1991年德国全国冠军。